# Покушение на Роберта Фицо
15 мая 2024 года после выездного заседания правительства в городе Гандлова было совершено покушение на премьер-министра Словакии Роберта Фицо. Он был госпитализирован с несколькими огнестрельными ранениями. Нападавший Юрай Цинтула был задержан на месте.

## Предыстория
Фицо в октябре 2023, по результатам голосования, в четвёртый раз стал премьер-министром Словакии. Юрай Цинтула был недоволен тем, что Фицо ослабил антикоррупционное законодательство, и тем, что Фицо оправдывает вторжение России на Украину. Роберт Фицо известен своей антиамериканской и пророссийской политикой. Фицо также является одним из европейских политиков, который выступает против военной помощи Украине.

## Покушение
Стрельба произошла возле Дома культуры, культурного центра в городе Гандлова, где проходила правительственная дискуссия. Во время стрельбы Роберт Фицо произносил речь перед собравшимися людьми. По словам журналистов, послышались звуки выстрелов, и Фицо упал на землю. Предполагаемого нападавшего схватили несколько человек, а полиция оцепила территорию. Трое других министров покинули место происшествия.
По данным местной телекомпании TA3, было произведено четыре выстрела: один выстрел попал Фицо в живот, а другие — в голову и грудь.
Медицинский персонал оказал Фицо помощь, состояние Фицо оценивалось как тяжёлое. По данным Standard, у Роберта Фицо произошло кровоизлияние в брюшную полость. Около 19:40 по местному времени состояние Фицо после операции стабилизировалось.
Впоследствии врачи провели Фицо повторную операцию.

## Стрелок
Стрелявший в Фицо мужчина был задержан полицией на месте, им оказался 71-летний местный писатель Юрай Цинтула. По данным ряда словацких СМИ, он проживал в Левице и владел огнестрельным оружием на законных основаниях.
По информации TA3, нападавший совершил покушение по политическим мотивам. 18 мая 2024 Юраю Цинтуле было предъявлено обвинение о покушении на убийство.
По данным властей Словакии, напавший на Фицо мог действовать не один.
Цинтула был связан с пророссийской радикальной группировкой «Словацкие призывники». Согласно оценке Robert Lansing Institute, имела место операция под чужим флагом; продвигавшаяся в российских СМИ теория о том, что прожившая, по всей видимости, всю жизнь в Словакии жена Цинтулы — якобы украинская беженка, настраивавшая мужа против прокремлёвского политика Фицо, не подтверждалась никакими доступными документами и объективными свидетельствами.